# Universitatea Tehnică din Varna
Universitatea Tehnică din Varna (în bulgară Технически университет Варна, transliterat: Tehniceski universitet Varna), mai adesea abreviat ca (în bulgară ТУ - Варна, transliterat: TU - Varna) este o universitate de stat din Varna, Bulgaria, înființată în 1962.

## Istoric

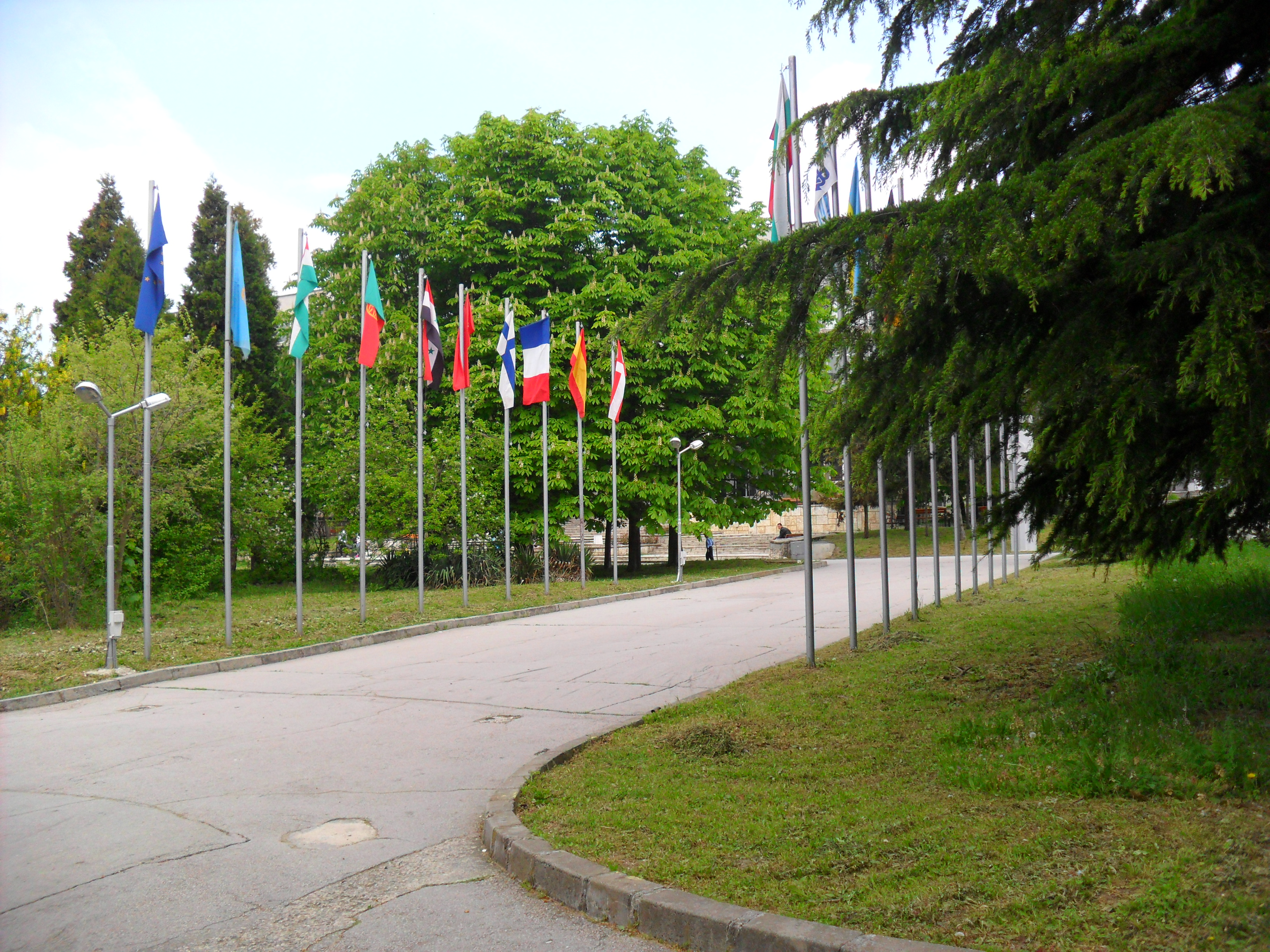
Intrarea la Universitatea Tehnică din Varna

La începutul anilor 1940, Universitatea de Stat din Varna, Sfântul Chiril Slavianobulgarski (în bulgară Държавния университет "Свети Кирил Славянобългарски") avea două facultăți, Economie și Tehnologie. Aceste facultăți au stat la baza Universității Tehnice din Varna și a MEI-Varna. Orașul Varna avea expertiză în domenii precum construcția de nave, mecanică și construcția de piese de caroserie auto. Aceste cunoștințe și experiență au dus la dezvoltarea facultății tehnice într-o instituție. În anii 1950, profesori și ingineri de la alte universități tehnice s-au alăturat Universității de Stat.
Prin ordinul Partidului Socialist Bulgar în 1962, la Varna a fost înființat Institutul de Inginerie Mecanică și Electrică (MEI-Varna) (în bulgară Машинно-електротехнически институт (МЕИ-Варна)). Acest institut a fost primul institut cu specializarea sa din Bulgaria de Nord. În primul an universitar, institutul nu a avut o structură de facultate. Fondatorul institutului a fost profesorul Marin Oprev, un expert în motoare cu abur și turbine cu abur și cu gaz. Oprev, de asemenea, primul rector al universității, a oferit un început stabil pentru institut și a stabilit-o ca o instituție regională importantă.
Institutul superior de inginerie mecanică și electrică (HMEI-Varna) (în bulgară Висш машинно-електротехнически институт (ВМЕИ-Варна)) a devenit numele universității după câțiva ani de activitate în domeniile tehnologiilor mașinilor, construcțiilor navale și tehnologiilor marine, electricității și comunicațiilor. Profesorul Evgheni Vatev, a creat și a condus Catedra de Metalurgie Fizică și Tehnologia Materialelor și a fost implicat activ în dezvoltarea institutului. Vatev a fost, de asemenea, decan adjunct (reales de trei ori), și a fost fondator și director al Departamentului de Cercetare al Institutului. În 1967, Petăr Penchev a fost ales rector. În 1968, a fost finalizată prima clădire a institutului (în prezent Facultatea de Electricitate). Până în 1971, rectoratul și toate funcțiile centrale au fost administrate din această clădire. În 1971, a fost finalizată cea de-a doua clădire principală, care găzduiește Facultatea de Mașini și Construcții Navale. 
Universitatea Tehnică din Varna (în bulgară Технически университет Варна) a fost numele oficial din 1995. Universitatea a inițiat noi relații cu universități din alte țări, inclusiv din Grecia și Belgia. În 1997, clădirea New Learning Housing (în bulgară Нов Учебен Корпус), una dintre cele mai mari clădiri din campus, și-a deschis porțile. Noi cursuri de studiu au fost stabilite la universitate:
- sisteme și tehnologii informatice
- robotică și mecatronică
- energii regenerabile
- ecologie și protecția mediului
- telecomunicații și tehnologii mobile

În 2002, MEI-Varna și-a sărbătorit cea de-a 40-a aniversare. A avut loc un congres Meet-Marind, iar participanții din 27 de țări au prezentat rapoarte. În același an, universitatea a avut o echipă în cadrul Eco-maratonului Shell. În 2011, a fost inaugurat un nou simulator de nave. În 2012, Universitatea Tehnică din Varna a sărbătorit cincizeci de ani, iar începând din acest an, peste 35.000 de ingineri și-au finalizat studiile superioare la universitate.

## Structură

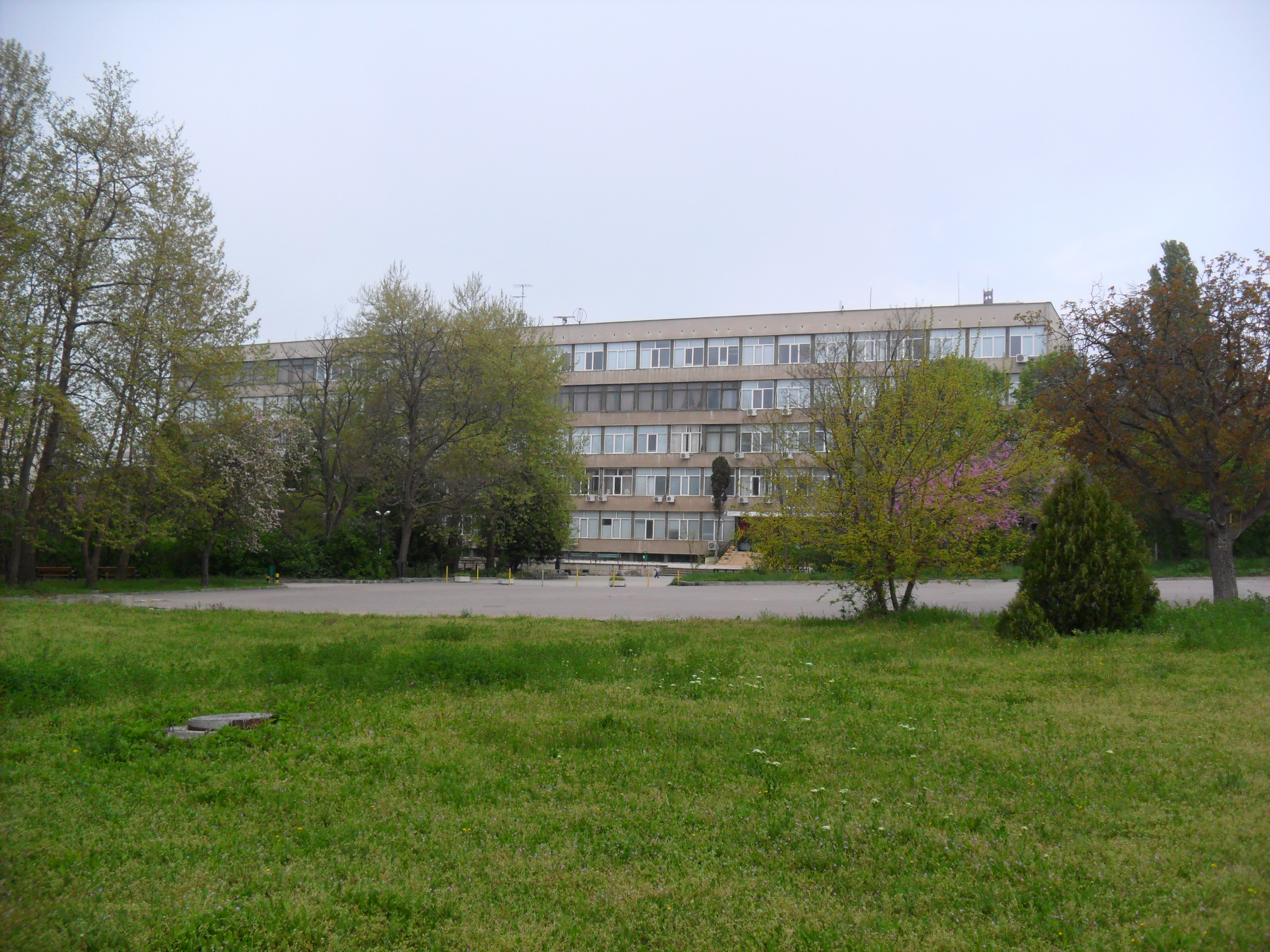
Clădirea facultății de electricitate

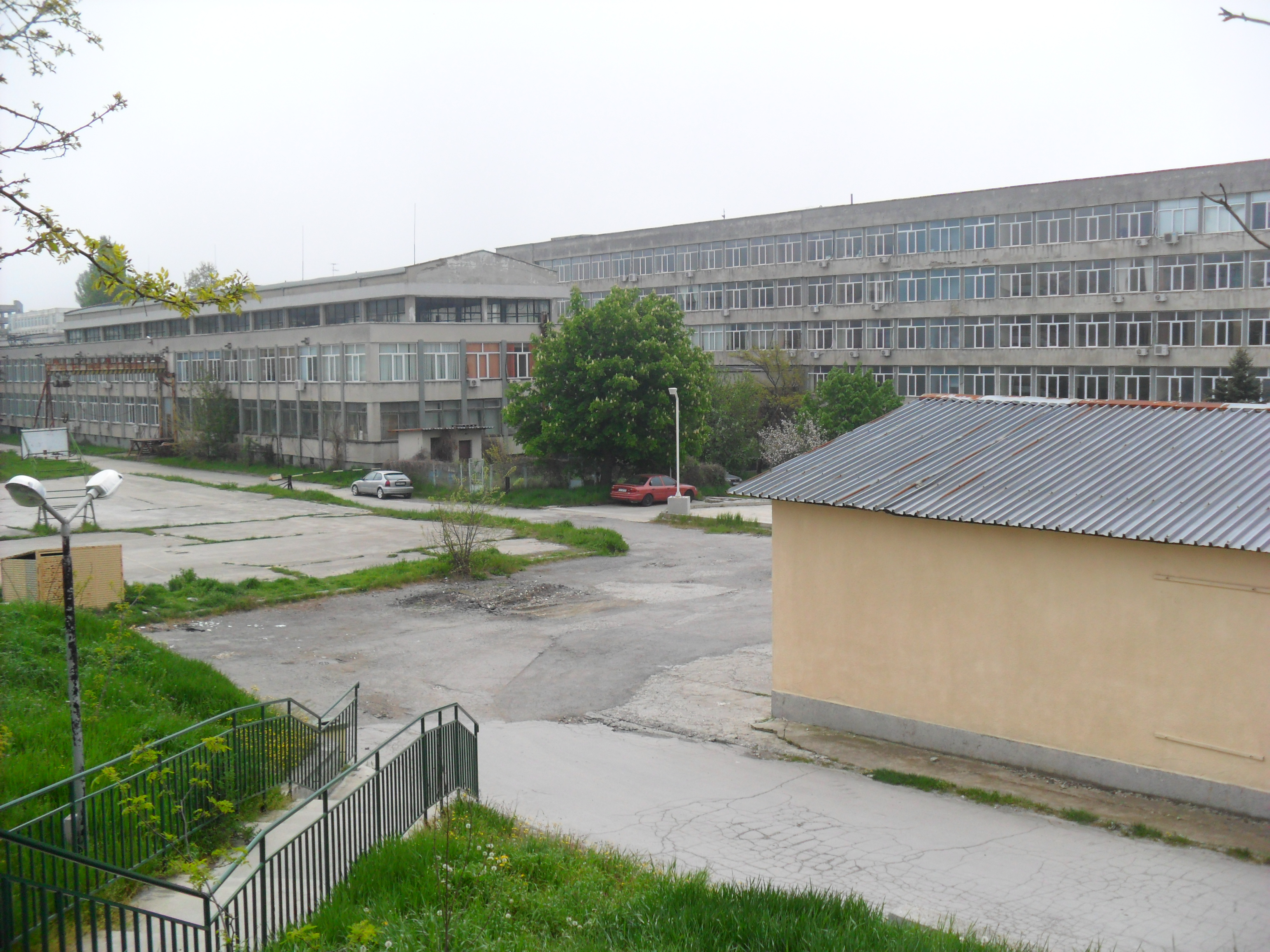
Construcția de mașini și Facultatea de construcții navale

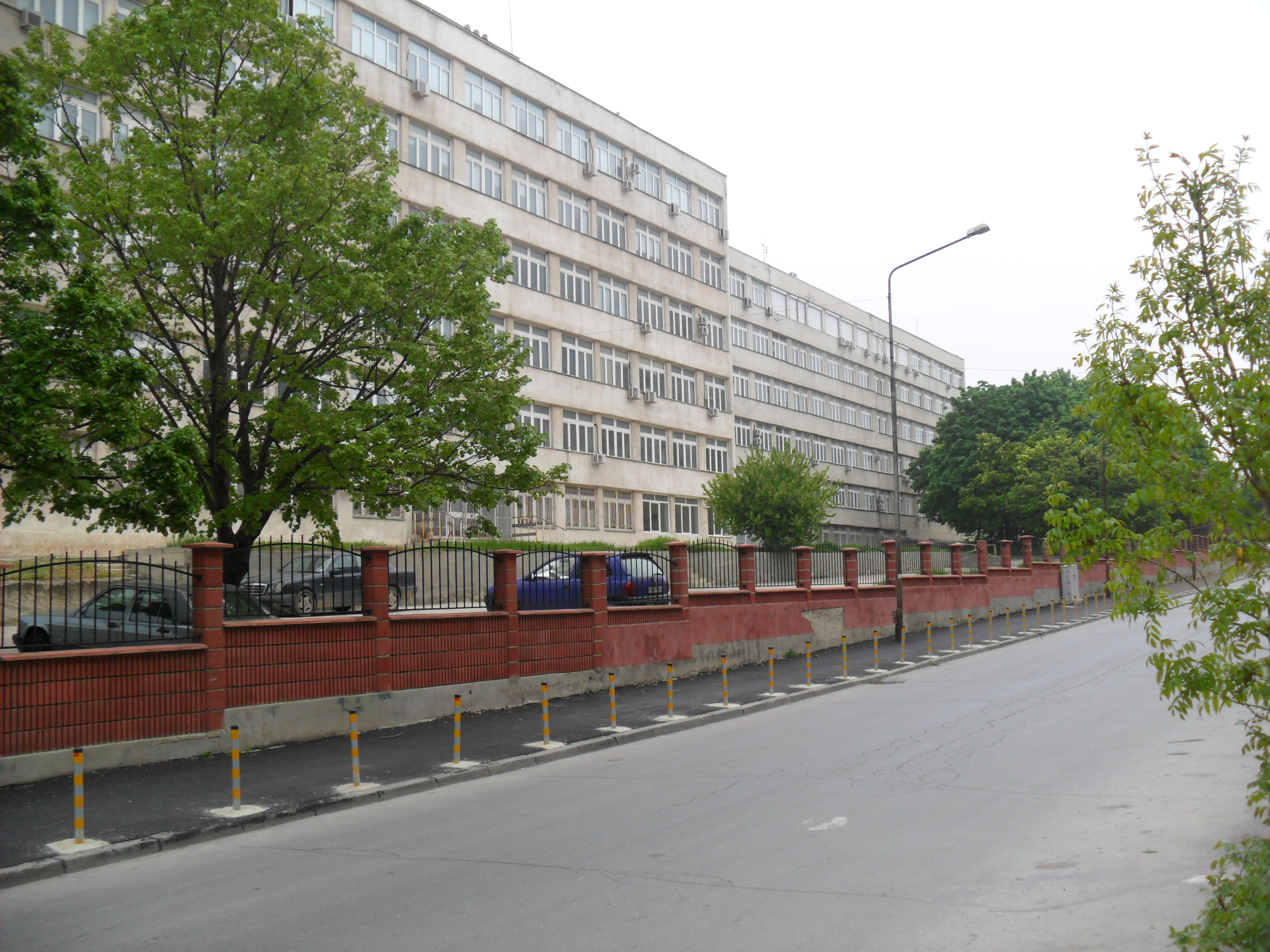
Construirea de la New Learning Housing

### Conducere
- Prof. dr. ing. Ventsislav Tsekov Valchev, rector al Universității Tehnice din Varna
- Prof. adjunct dr. ing. Maria Ivanova Marinova, prorector pentru afaceri academice
- Prof. adjunct dr. ing. Todor Dimitrov Ganchev, prorector pentru știință și cercetare științifică aplicată
- Prof. adjunct dr. ing. Kiril Iankov Kirov, prorector "Personal academic și coordonare"
- Prof. dr. ing. Rosalina Stefanova Dimova, prorector "Internaționalizare"

### Facultăți
- Facultatea de Inginerie Mecanică; decan, prof. Svetlana Lesidrenska
- Facultatea de Inginerie Electrică; decan, prof. Bohos Aprahamian
- Facultatea de construcții navale; decan, prof. Ilia Hadjidimov
- Facultatea de Calculatoare și Automatizări; decan, prof. Marinela Aleksandrova

### Departmente
- arhitectură navală și inginerie marină
- ecologie și protecția mediului[1]
- navigație, gestionarea transporturilor și conservarea căilor navigabile[2]
- fizică[3]
- economie și management[4]

### Colegiile componente
- Colegiul Tehnologic Dobrudza - Dobrici[5]
- Colegiul din structura Universității Tehnice din Varna[6]
- Departamentul de limbi străine și matematică[7]
- Decanatul studenților străini[8]
- Catedra de doctoranzi[9]

## Bibliotecă

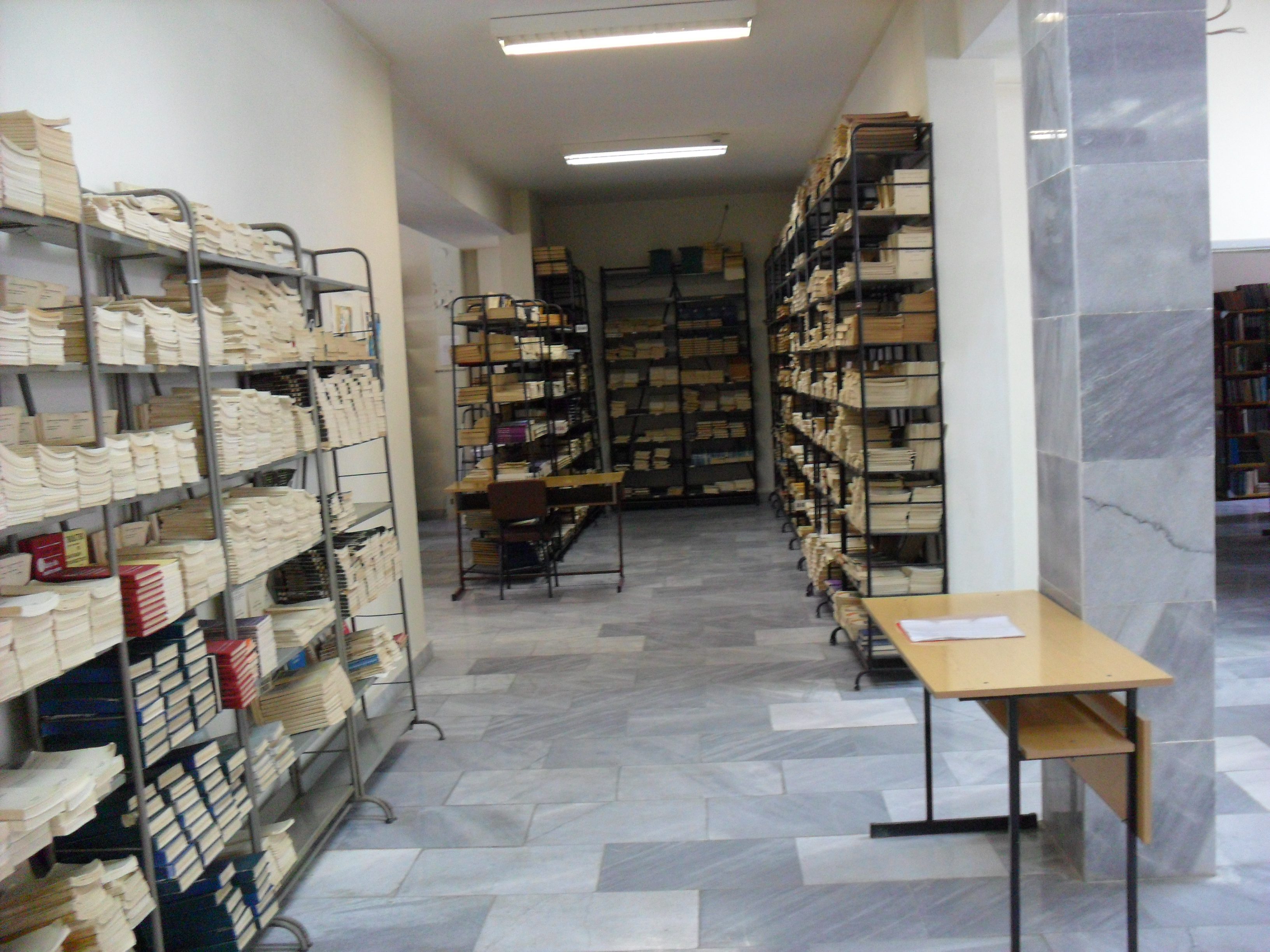
Cărți vechi în Biblioteca Universității Tehnice din Varna

Biblioteca din cadrul Universității Tehnice din Varna a fost înființată în 1963. Primele cărți și materiale științifice au fost moștenite de la Facultatea Tehnică. După 1968, biblioteca a fost găzduită în clădirea Facultății de Electricitate. Biblioteca include cărți, publicații științifice și atlase tehnice în limbile rusă, bulgară, engleză și alte limbi. 
În 1973, biblioteca avea 35.336 de volume de literatură tehnică. Începând din 1975, biblioteca a fost găzduită în Sala de producție educațională. În 1991, biblioteca a fost actualizată cu un software informatic numit "Biblioteca automatizată"; resursele tehnice numărau 80.900 de volume. Din 1999, biblioteca a fost găzduită în New Learning Housing. Resursele tehnice se numără printre 200.010 volume. 